# 中山北路停车场
中山北路停车场是武汉地铁2号线的一处停车场，位于沙湖之滨，是该线一期工程两个停放地铁列车的场所，也是一期工程中唯一位于长江南岸武昌区的停车场所。该停车场完全处于地下，位于螃蟹岬站与小龟山站之间，地上有综合楼一座，另有一条联络线连接武九铁路沙湖站。

## 图片

### 2012年8月

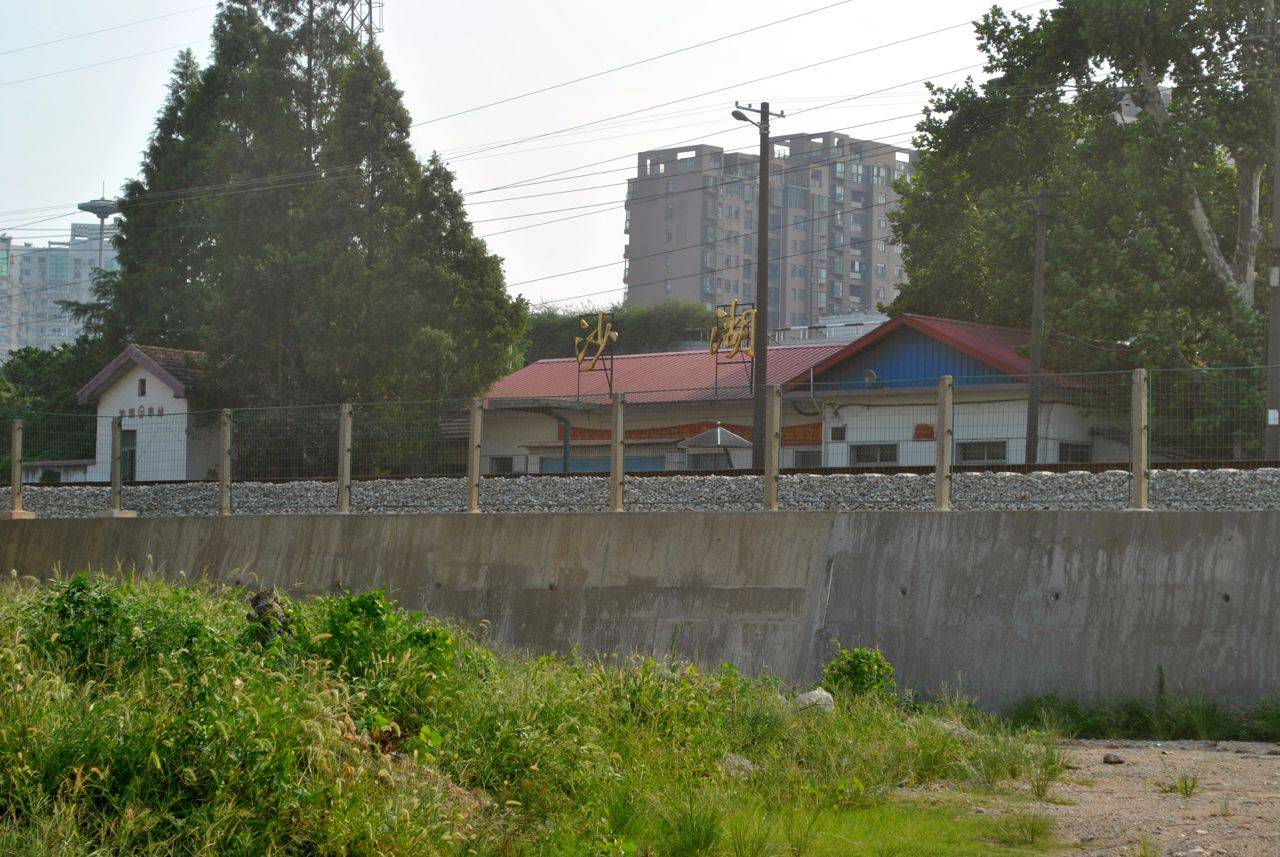
沙湖站
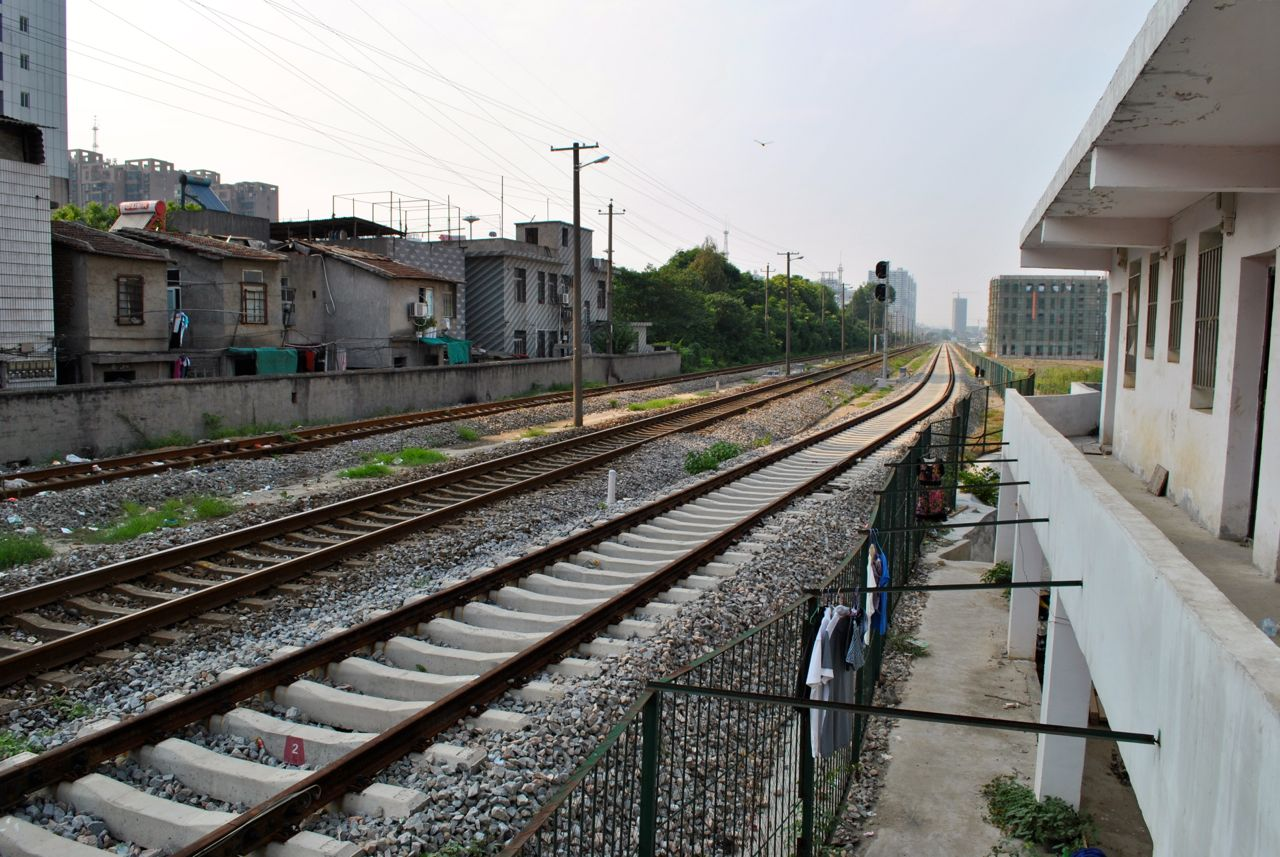
新建之联络线
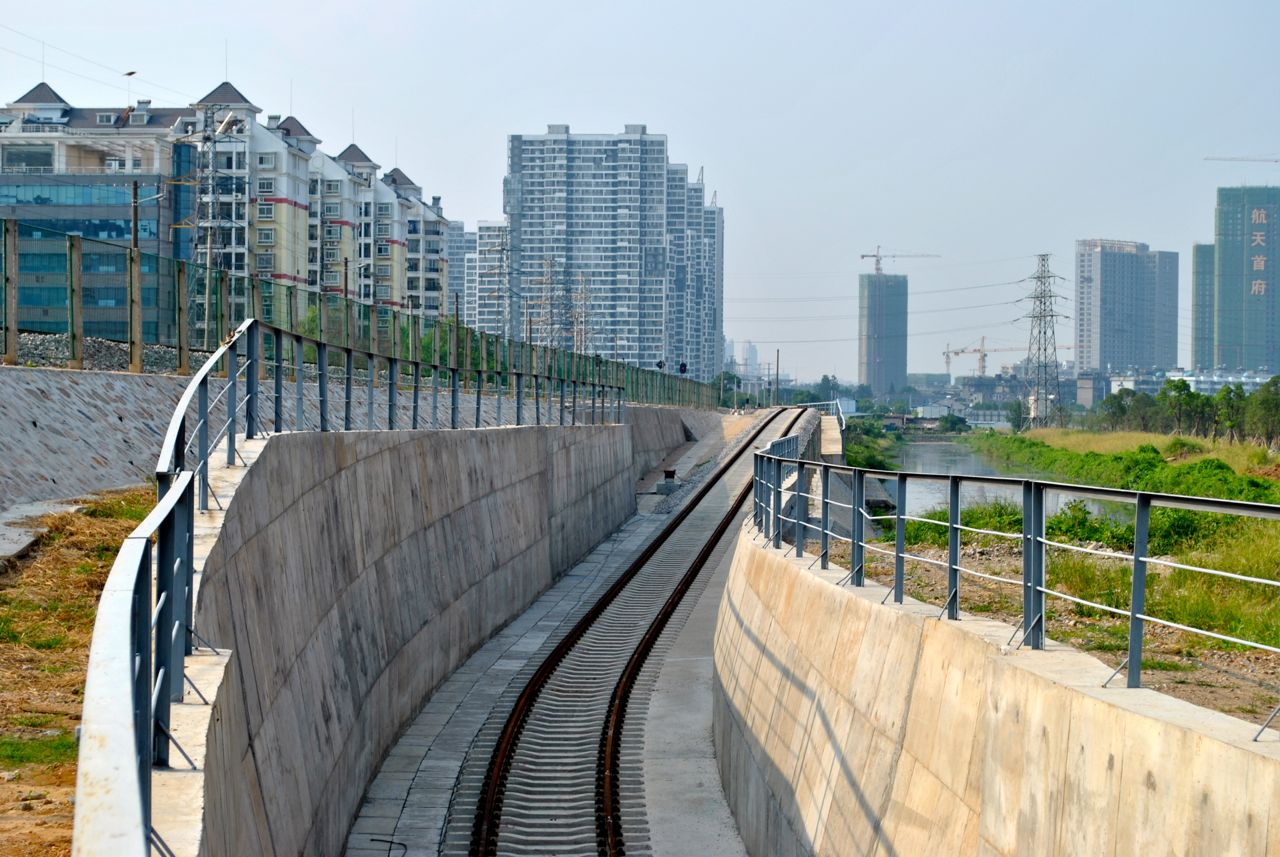
与国铁联络线
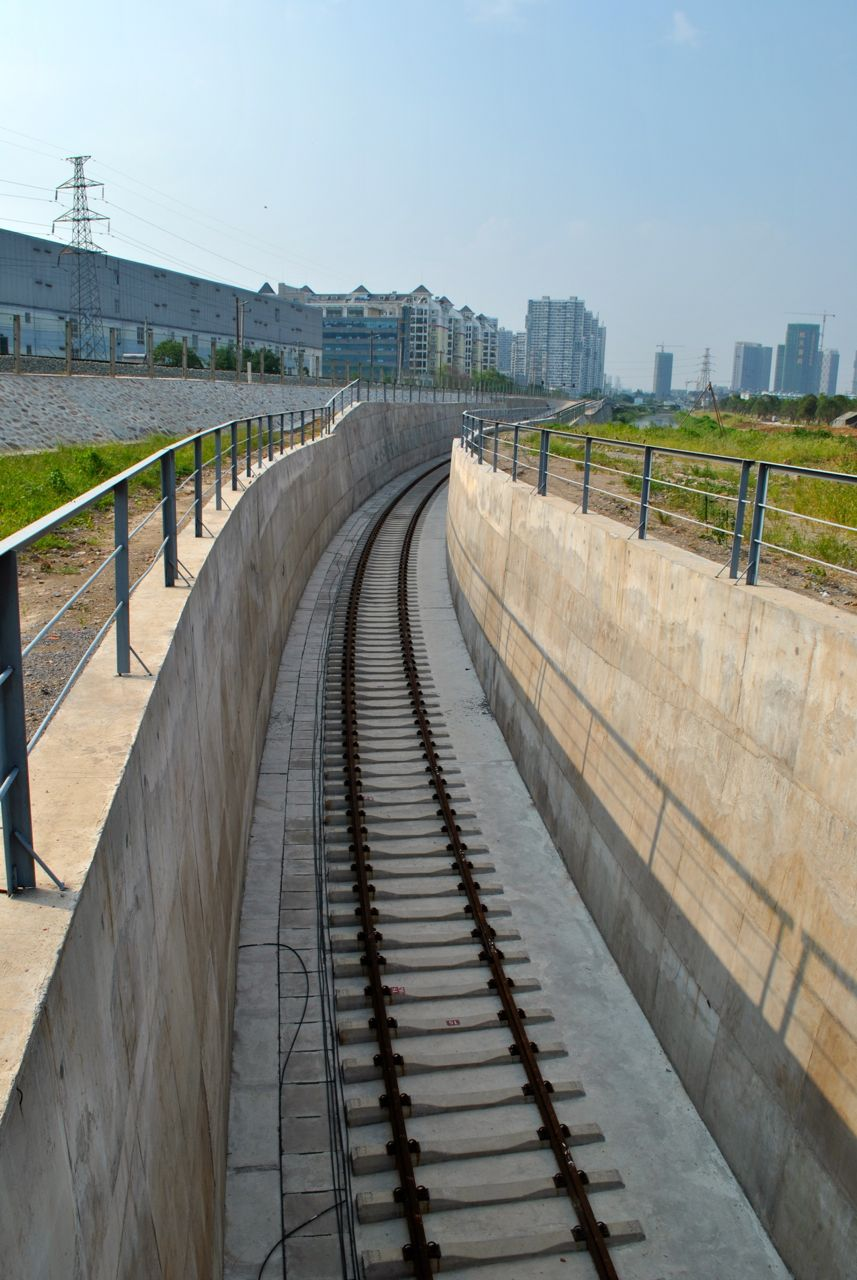
与国铁联络线
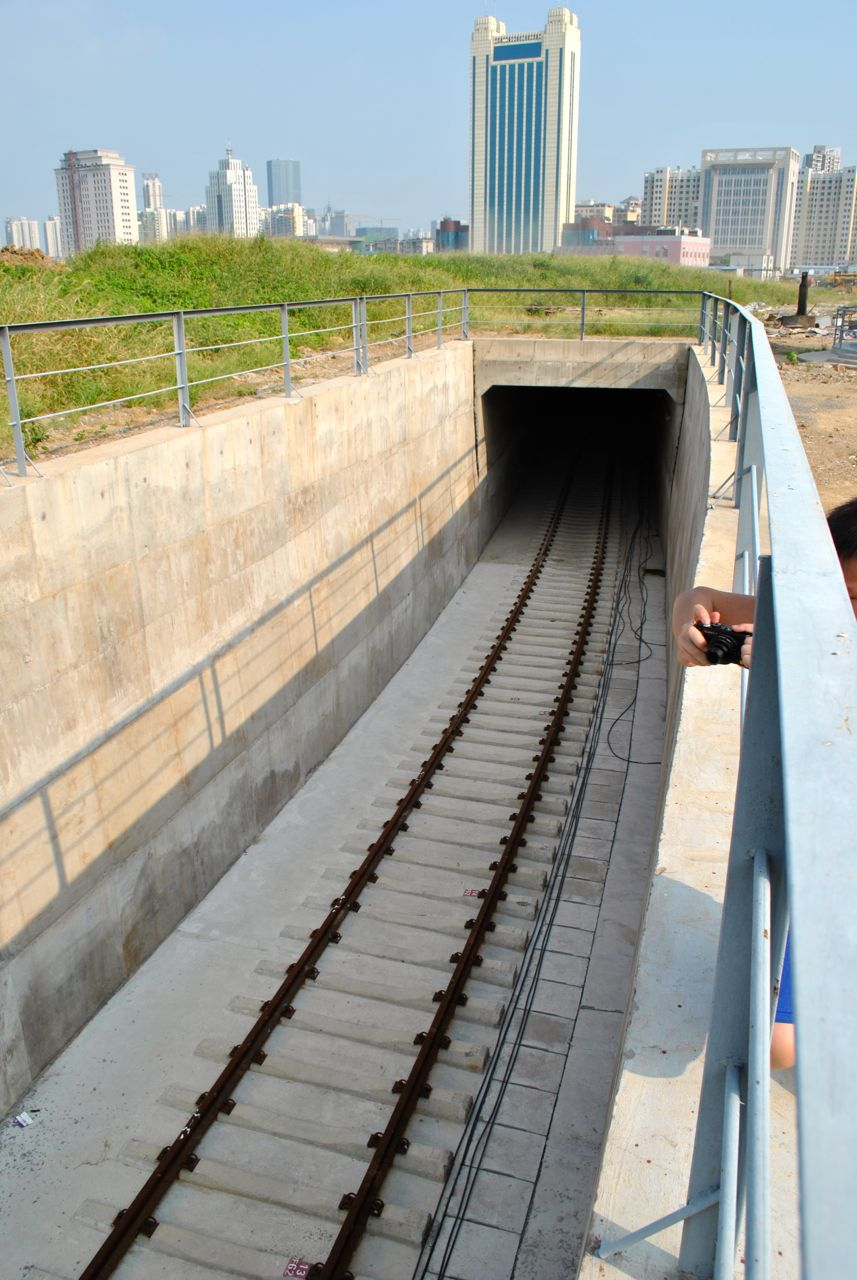
进入停车场的入口

### 2019年1月

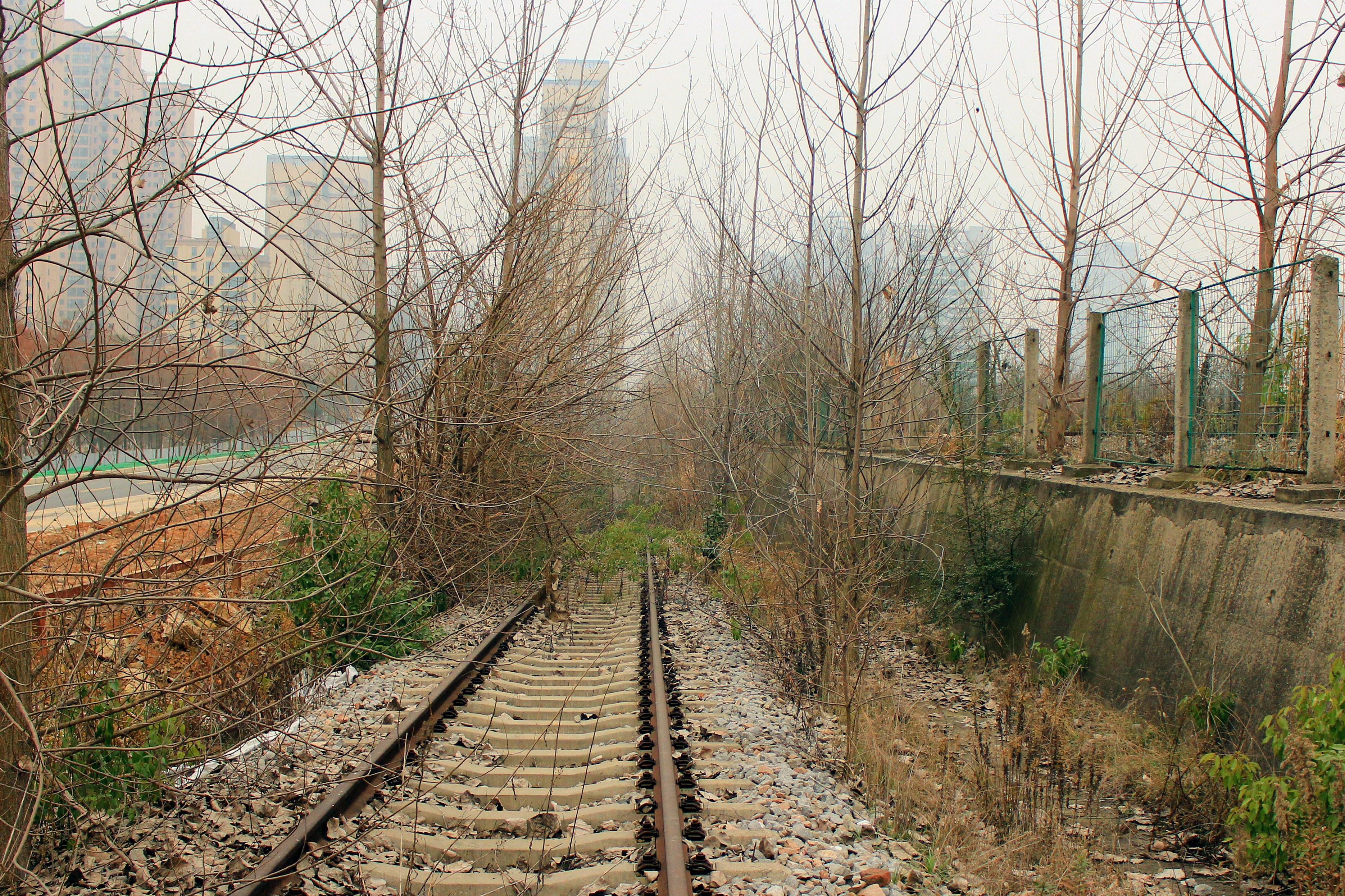
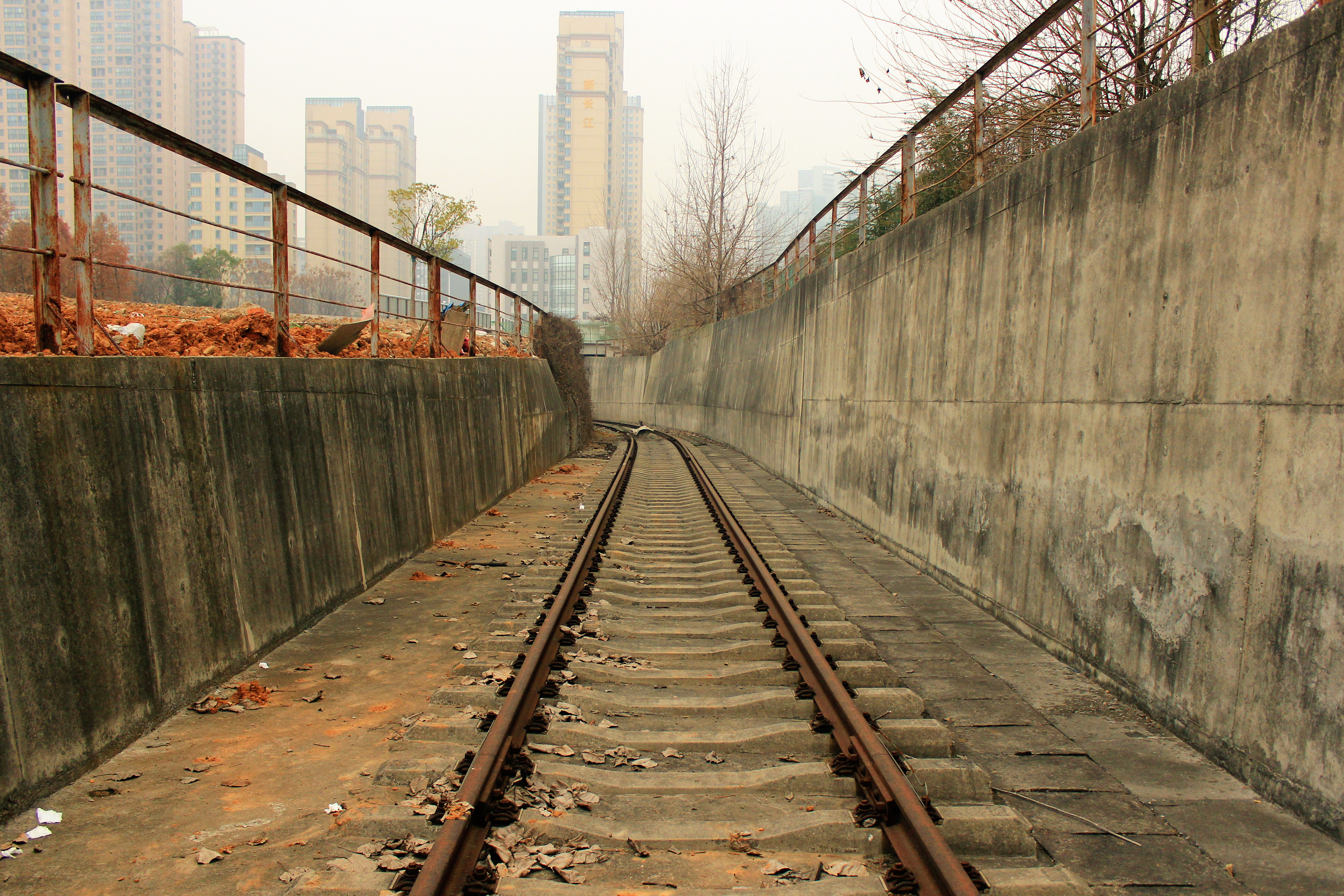
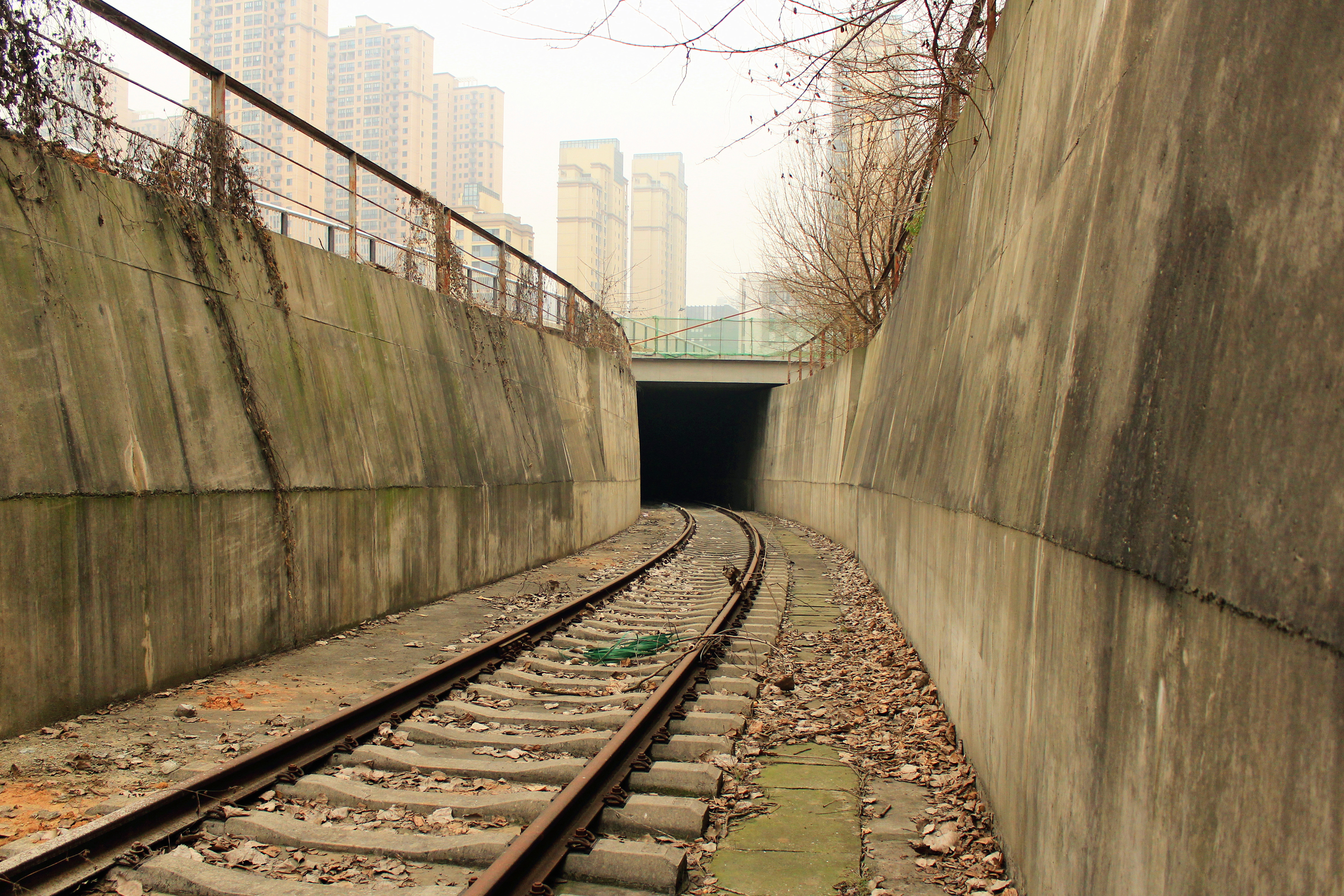
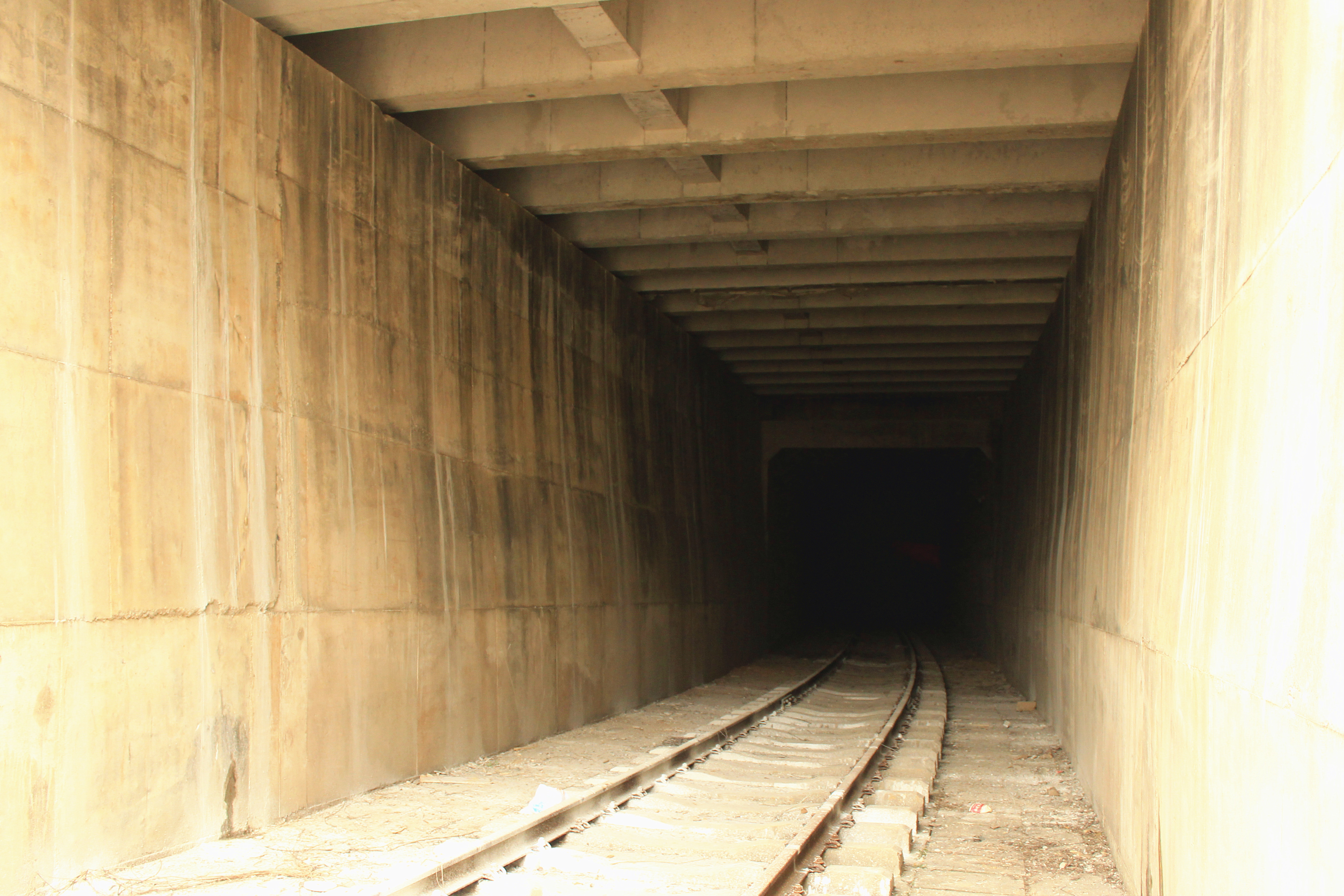
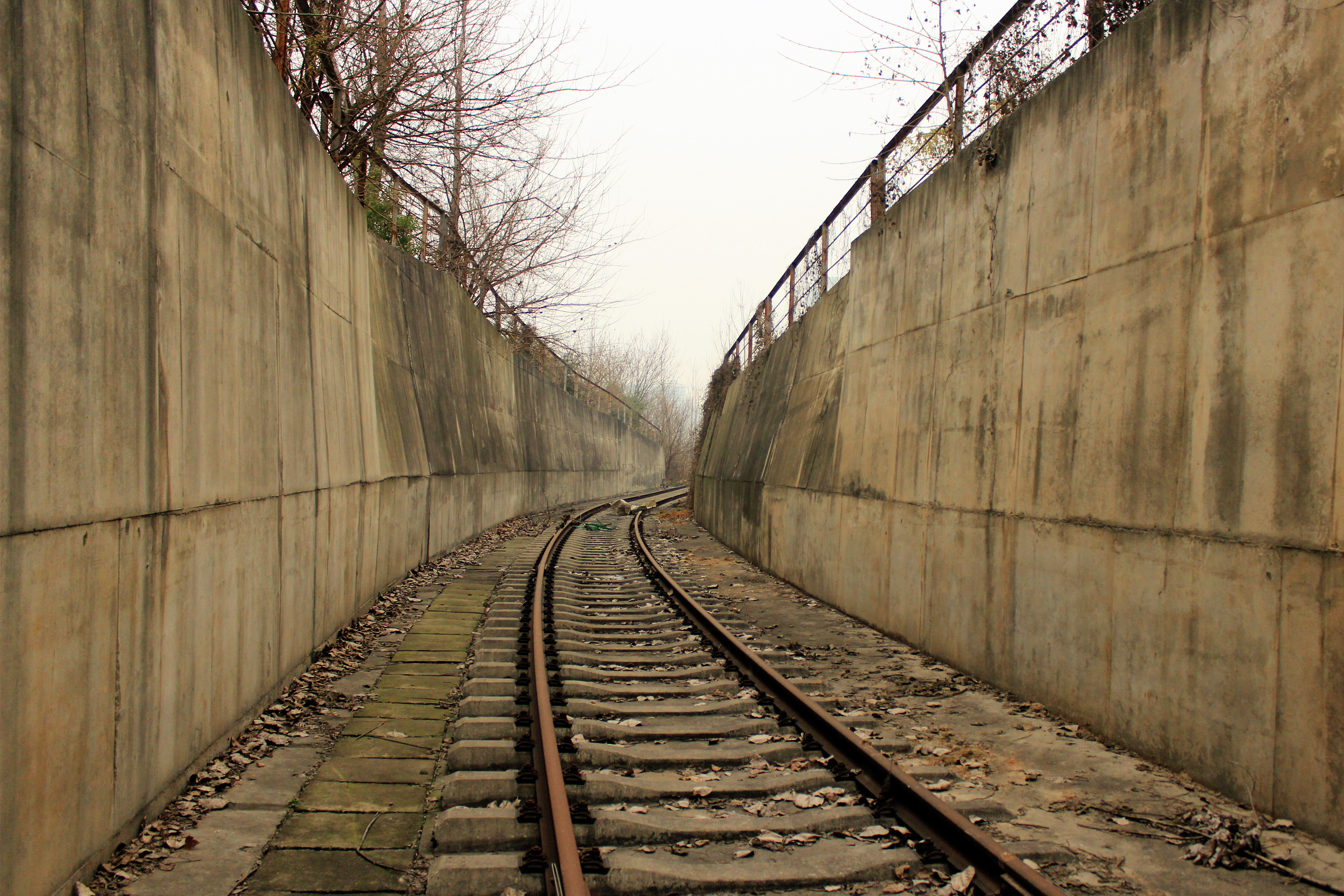
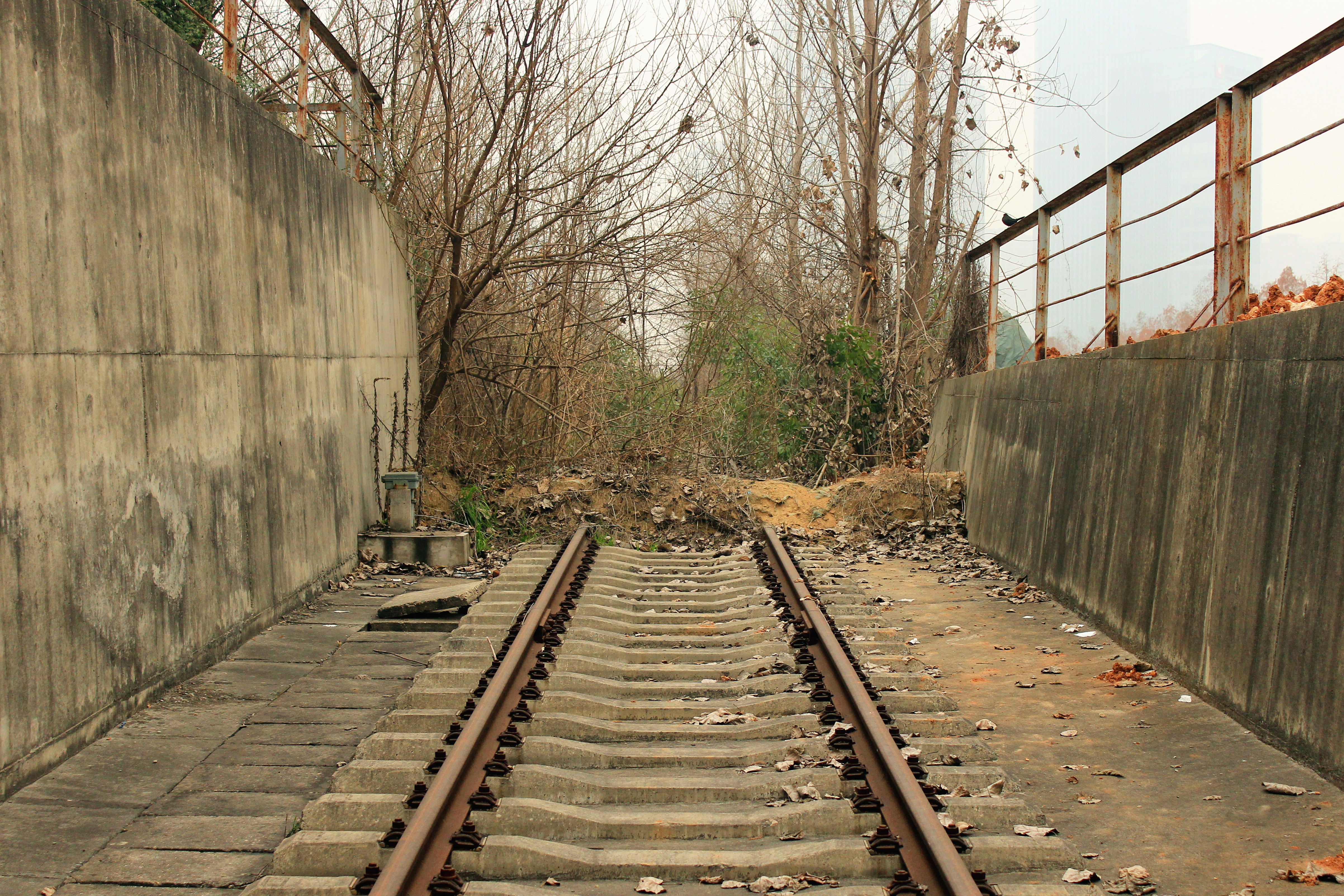
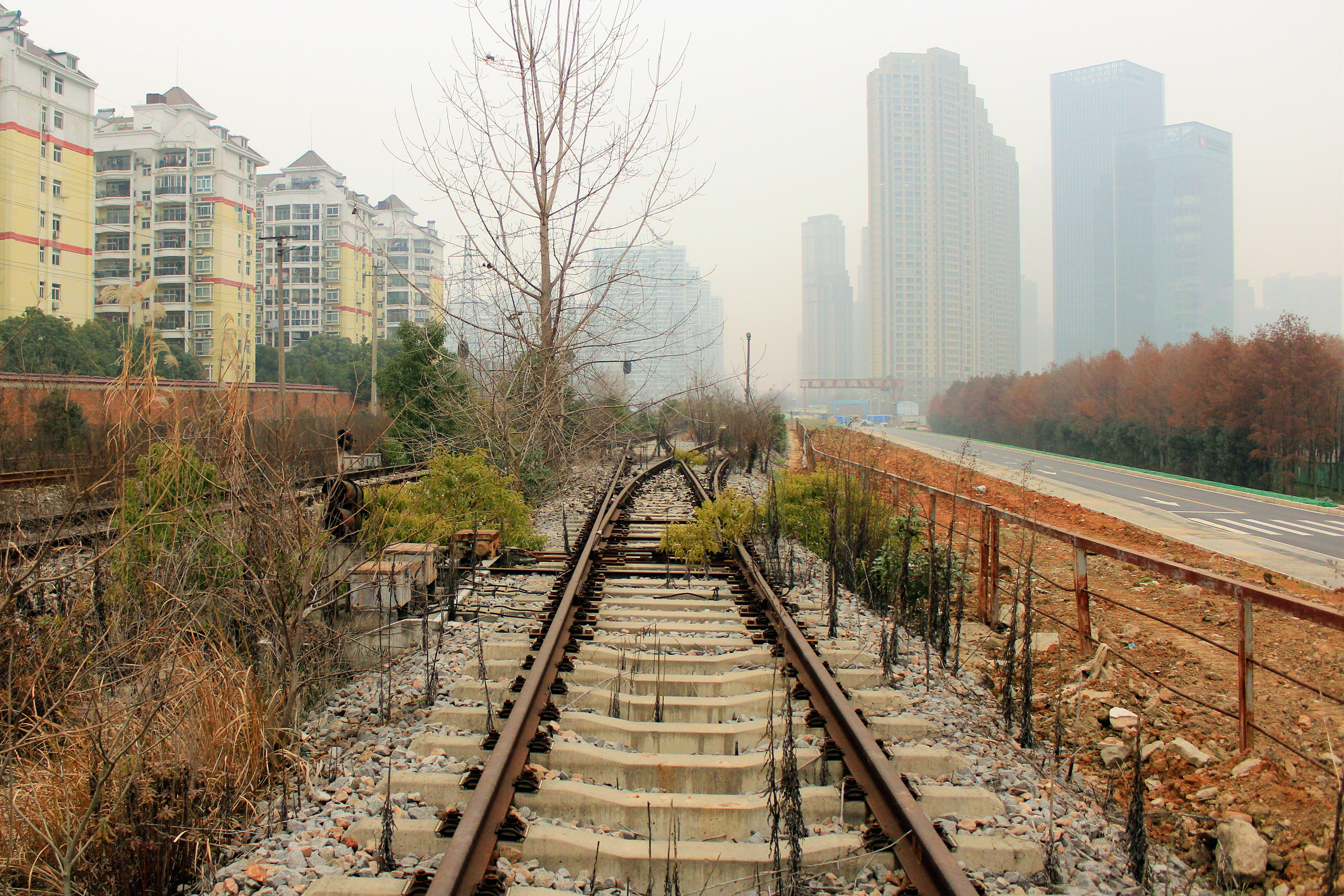
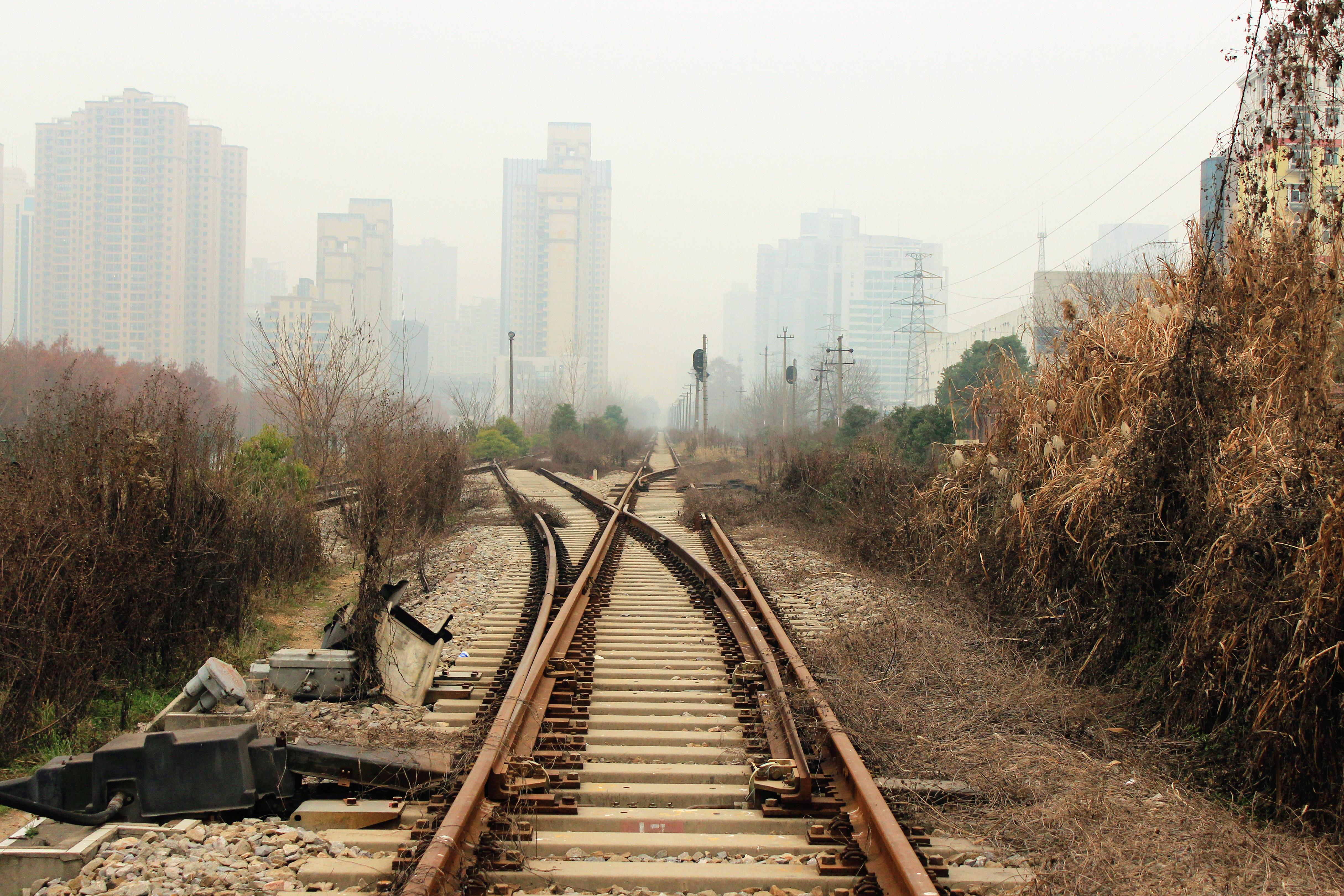

中山北路停车场与武九铁路北环线联络线

### 2021年9月至11月

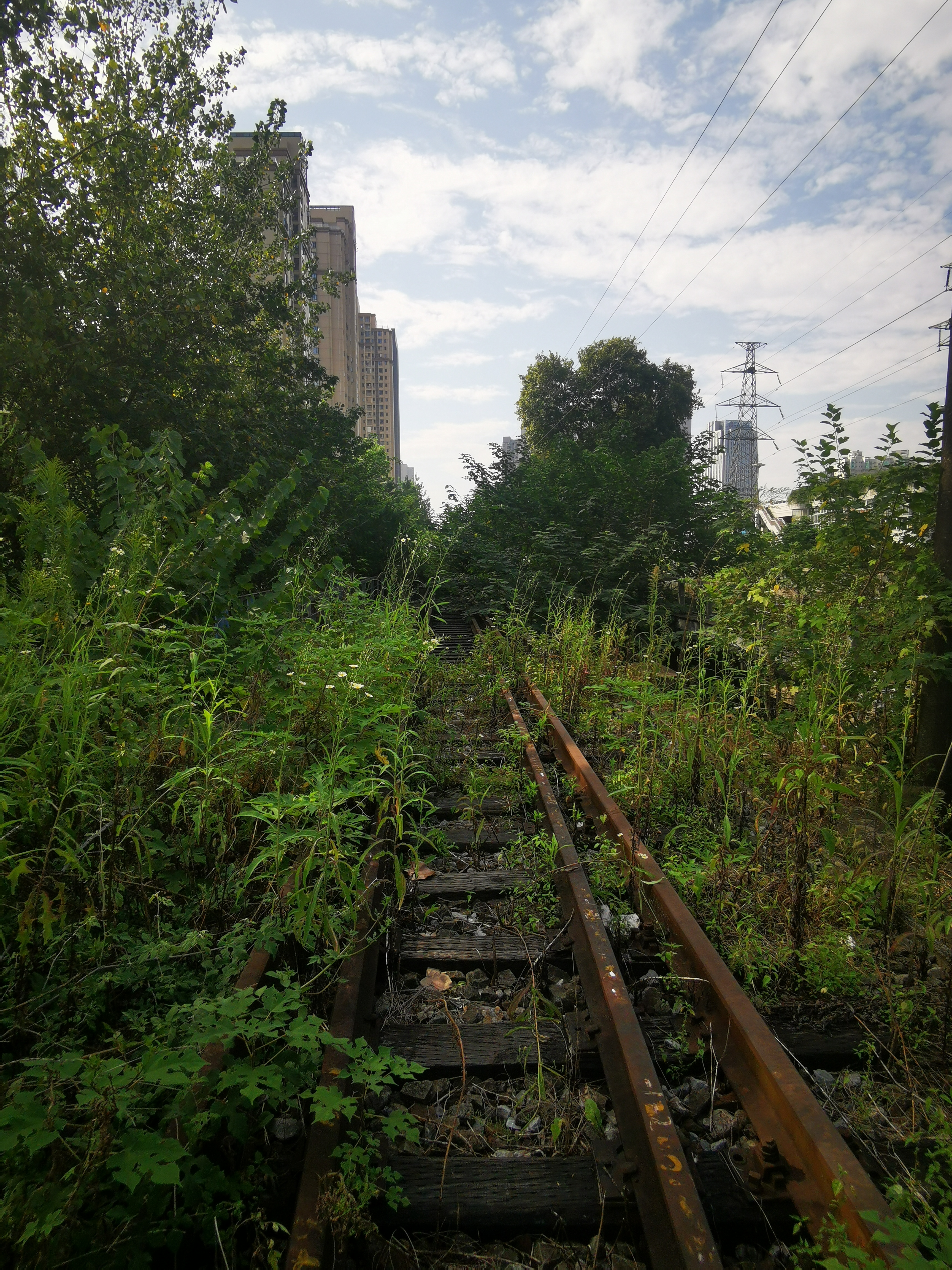
沙湖圩工桥望向沙湖站站房方向
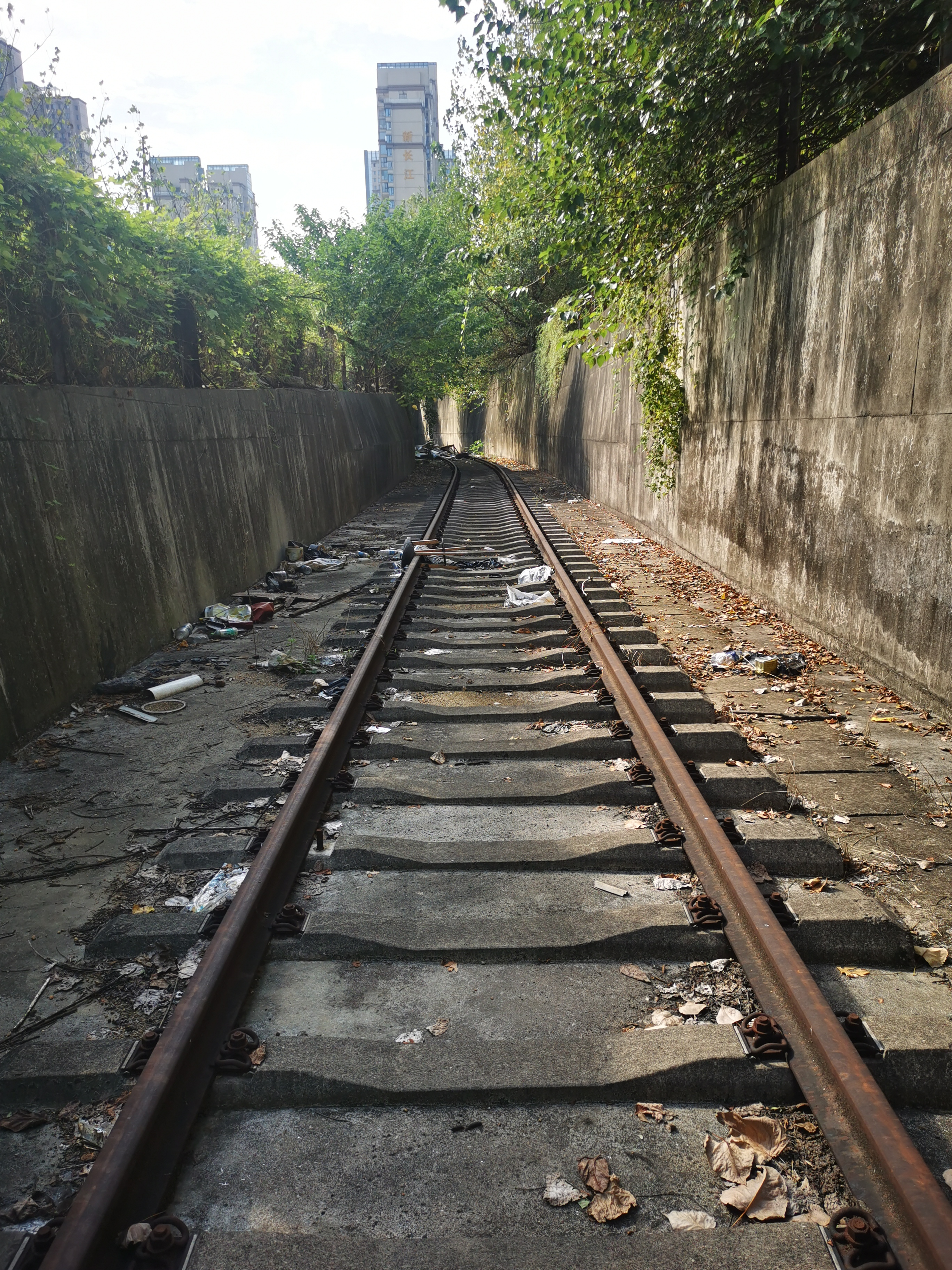
轨道交通联络线望向车场方向
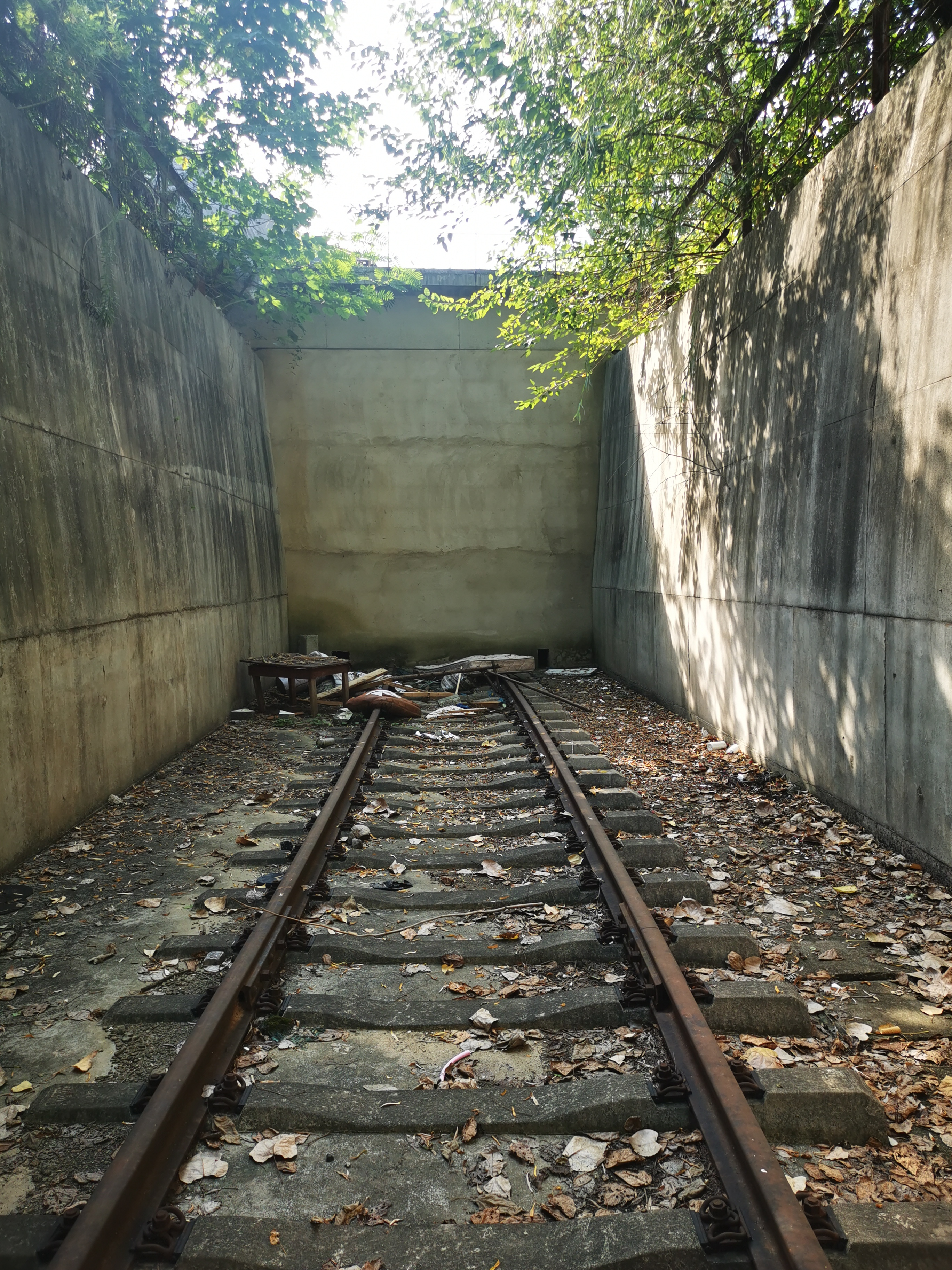
已经被封上的车场入口
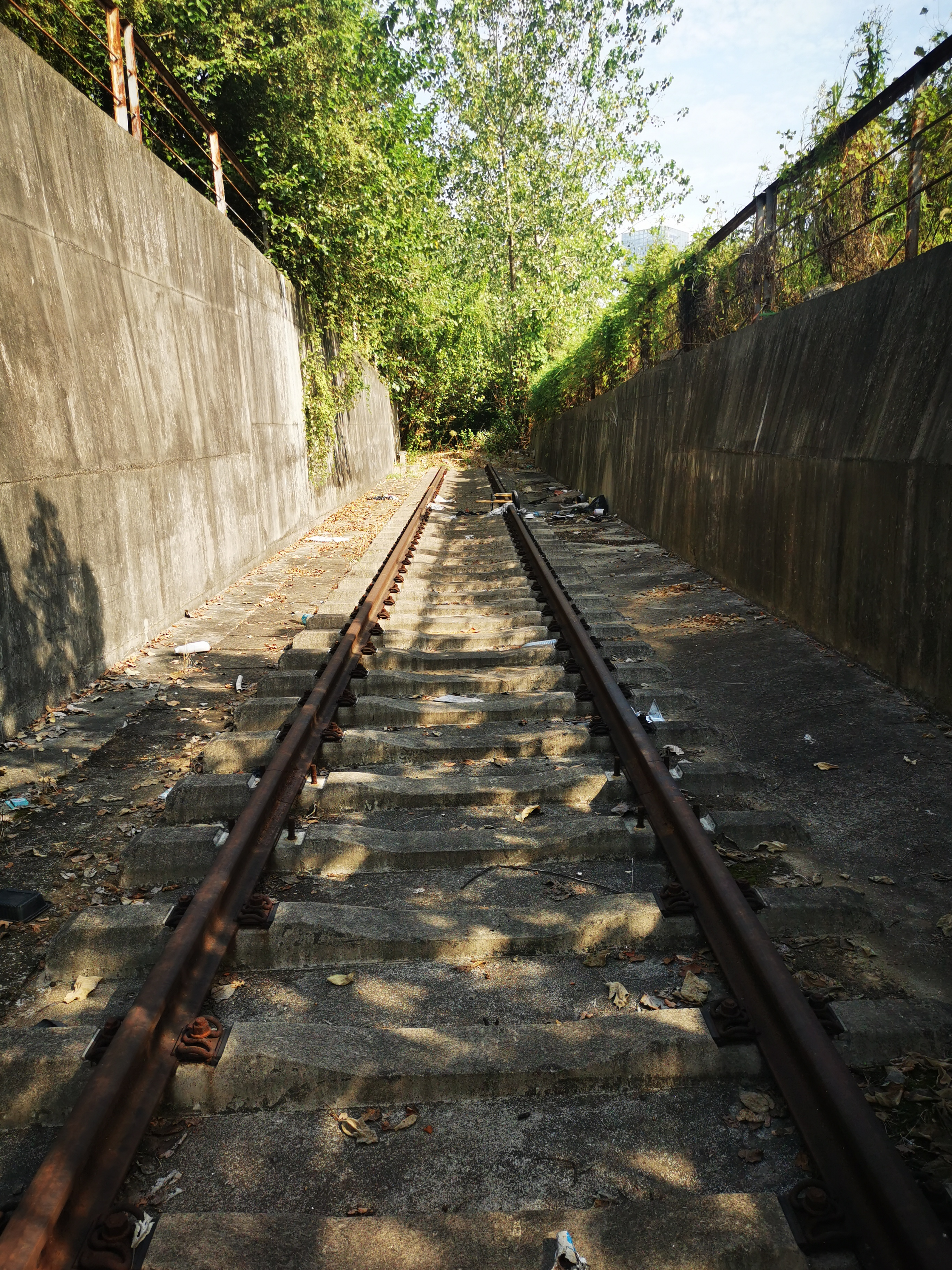
轨道交通联络线望向武昌北方向
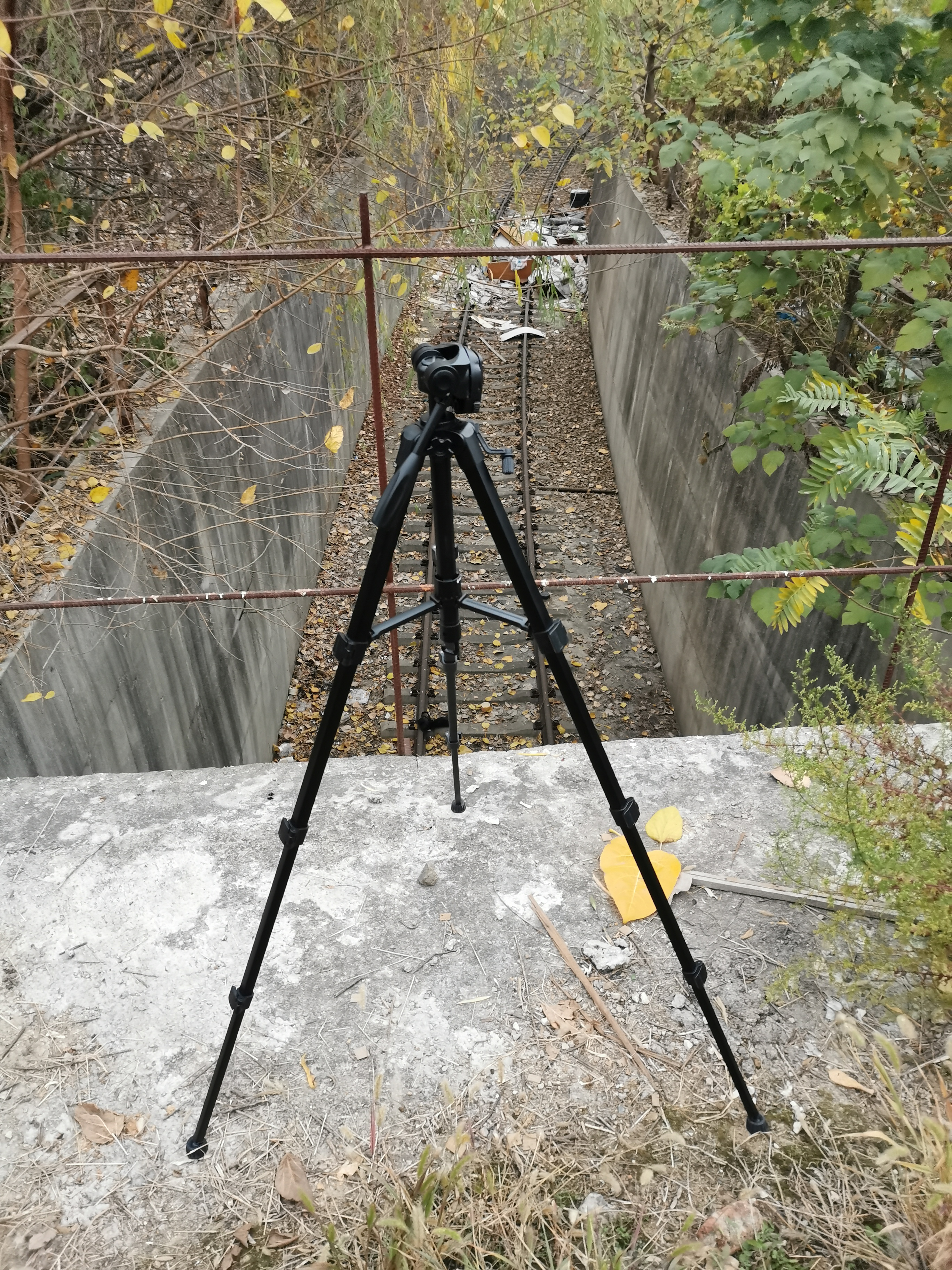
从入口顶部俯瞰联络线入口